# Bae Doona
Doona Bae (hangul: 배두나; 11 de outubro de 1979) é uma atriz e fotógrafa sul-coreana. Tornou-se reconhecida internacionalmente após interpretar uma ativista política no filme Sympathy for Mr. Vengeance (2002)  e a boneca inflável Hirokazu Koreeda em Air Doll (2009) e a policial em Stranger (2017). Recentemente, participou de diversos trabalhos de The Wachowskis, como A Viagem (Cloud Atlas), Jupiter Ascending, Sense8.

## Biografia
Bae nasceu em Seul, Coreia do Sul. Crescendo, Bae seguiria sua mãe, Kim Hwa-young, uma atriz de palco na Coreia, ao redor do teatro e salas de ensaio, aprendendo linhas de diálogo enquanto seguia. Isso não conduziu inicialmente Bae para agir, dizendo: "As pessoas podem dizer que, desde que minha mãe é atriz de teatro, tornei-me uma atriz. Mas para mim, essas experiências provavelmente tiveram o efeito oposto. Pelo contrário, porque eu vi muitos ótimos atores trabalhando com minha mãe, pensei que este era um trabalho, apenas pessoas com talento extraordinário poderiam fazer".

## Carreira
Um estudante da Universidade de Hanyang em 1998, Bae foi explorado por uma agência de talentos modelo enquanto caminhava em Seul. Isso levou a modelagem de roupas para o catálogo COOLDOG, entre outros. Em 1999, ela mudou a atuação antes de completar seus estudos na Universidade Hanyang, estreando na Escola de TV. Mais tarde naquele ano, ela apareceu como o fantasma no The Ring Virus, um remake coreano do filme de terror japonês Ring.
Em 2000, o diretor Bong Joon-ho colocou-a no filme Barking Dogs Never Bite por sua vontade de fazer a parte sem maquiagem, algo que outras atrizes sul-coreanas não estavam dispostas a fazer. Em Kim So-young de documentário História Trilogy das Mulheres (2000-2004), Bae declarou sua admiração pela veterana atriz sul-coreana Yoon Jeong-hee; Yoon retornou o elogio, dizendo: "Bae Doo-na possui seu mundo". Neste mesmo documentário, Bae compartilhou como sua cena mais memorável foi perseguida pelo homem sem-teto em todo o apartamento em Barking Dogs Never Bite. No mesmo ano, ela deu uma performance de risco (embora com um corpo duplo para as cenas mais intensas) em Plum Blossom, e lentamente começou a trabalhar mais na televisão.
Seguiu-se por mais dois sucessos críticos, o Take of my Cat de 2001, dirigido por Jeong Jae-eun, e a Sympathy for Mr. Vengeance de 2002, dirigida por Park Chan-wook.
2003 foi menos gentil para a Bae, já que viu o flop do Tube e Spring Bears Love na bilheteria. Depois de completar a fotografia principal no Spring Bears Love, Bae decidiu tirar um tempo fora do filme, dizendo: "Nunca morei nem uma vez sem ter nada a fazer. No momento em que um filme foi apresentado à imprensa, quase sempre estava atirando no próximo Um [...] eu pensei por mim mesmo: agora meu primeiro ciclo já acabou. Enquanto eu descansava um pouco, queria fazer um novo começo".
Durante seu hiato na tela grande, Bae tomou a fotografia, grande parte da qual pode ser vista entre seu blog oficial e seus livros de fotos fotográficos publicados. Ela também continuou a trabalhar na TV, estrelando em Country Princess e Rosemary. Finalmente entrou em uma etapa de teatro em 2004, para uma produção de Sunday Seoul (para não confundir com o filme sul-coreano do mesmo título), uma peça coescrita por Park Chan-wook.
Em 2005, Bae deu uma volta memorável como estudante de intercâmbio que se junta a uma banda no filme japonês Linda Linda Linda, depois jogou uma mulher divorciada na série de televisão Omnibus experimental Beating Heart.
Ela se reuniu com o Bong Joon-ho em The Host de 2006 , que se tornou o filme de maior bilheteria na história do box office sul-coreano. Por seu papel, ela treinou em tiro com arco durante meses que lhe disseram se ela realmente queria, ela tinha talento suficiente para chegar a um nível de amador. Ela então voltou para a televisão, através da série Someday e Como conhecer um vizinho perfeito.
Depois de ganhar elogios para a Air Doll, um filme de 2009 do diretor japonês Hirokazu Koreeda sobre uma boneca sexual inflável que desenvolve uma alma e se apaixona, Bae fez séries de TV de trás a volta Em 2010, desempenhando um professor de ensino médio em Master of Study, e uma cantora do clube nocturno no drama Gloria no final de semana.
Seu filme de esporte de 2012 As One foi baseado na história verdadeira do campeonato mundial de tênis de mesa realizado em Chiba, Japão em 1991, onde o jogador norte-coreano Ri Bun-hui e o jogador sul-coreano Hyun Jung-hwa superaram suas dificuldades e se uniram para derrotar o Time chinês imbatível. Bae e co-estrela Ha Ji-won foram treinados pela própria Hyun , e Bae aprendeu a jogar canhoto como Ri. Depois ela fez uma breve aparição na ficção científica filme Doomsday Livro.
Bae fez sua estréia na língua inglesa, Hollywood, em Cloud Atlas , como Sonmi 451, um clone na Coreia distópica. Ela também desempenhou os papéis menores de Tilda Ewing, a esposa de um abolicionista em pré- Guerra Civil América , e uma mulher mexicana que cruza o caminho de um assassino. Co-dirigido polas Wachowski e Tom Tykwer, a US $ 100 milhões de adaptação de David Mitchell novela estreou no Toronto International Film Festival 2012 para comentários de divisão, embora o desempenho do Bae foi unanimemente elogiado pela crítica.
De volta à Coréia, Bae estreou no filme de 2014 A Girl at My Door, dirigido por Jung de julho e produzido por Lee Chang-dong. Jogando um policial de pequena cidade que tenta salvar uma jovem misteriosa que ela suspeita é vítima de violência doméstica, Bae disse que estava tão fascinada com a história e o papel emocionalmente desafiador que decidiu estrelar no filme sem pagamento três horas depois de ler o script. O filme estreou na seção Un Certain Regard do Festival de Cinema de Cannes de 2014, e Bae mais tarde ganhou a Melhor Atriz no Asian Film Awards.
Em 2015, ela retomou com as irmãs Wachowski para sua ópera espacial Jupiter Ascending , na qual desempenhou um pequeno papel de apoio como um caçador de recompensas. Sense8, uma série americana de ficção científica criada pelas Wachowskis (na terceira colaboração de Bae com eles) e co-escrita por J. Michael Straczynski . Cerca de oito estranhos de diferentes culturas e partes do mundo que compartilham uma visão psíquica violenta e de repente se encontram telepaticamente conectados, Sense8 começou a transmitir em Netflix em 2015.
Ela então apareceu em um filme na web de 90 minutos dirigido por seu irmão mais velho, o diretor comercial Bae Doo-han. Titled Red Carpet Dream, é uma biografia de como Bae sonhou em se tornar atriz quando era jovem e sua carreira de 20 anos. Comissionado para o 20º aniversário do Festival Internacional de Cinema de Busan e patrocinado pela MAC Cosmetics , o filme foi exibido no festival, bem como no Facebook e no canal a cabo CGV.
Na tela grande, Bae estrelou ao lado de Ha Jung-woo no filme de sobrevivência The Tunnel. Ela juntou-se com o diretor japonês Shunji Iwai e o ator Kim Joo-hyuk para o curta-metragem, a carta de Chang-ok.
Bae voltou às telas de TV coreanas em 2017 com o misterioso thriller Stranger, jogando um policial apaixonado. A série foi um sucesso e ganhou críticas favoráveis para sua trama apertada, sequências emocionantes e performances fortes. Bae está programado para aparecer no próximo filme de The Romance, um o thriller de corrupção romântica e policial Drug King.

## Filmografia

### Cinema
| Ano  | Título                     | Papel              |
| ---- | -------------------------- | ------------------ |
| 1999 | The Ring Virus             | Park Eun-seo       |
| 2000 | Barking Dogs Never Bite    | Park Hyun-nam      |
| 2000 | Plum Blossom               | Seo Nam-ok         |
| 2001 | Take Care of My Cat        | Yoo Tae-hee        |
| 2002 | Sympathy for Mr. Vengeance | Cha Young-mi       |
| 2002 | Saving My Hubby            | Jung Geum-soon     |
| 2003 | Tube                       | Song In-kyung      |
| 2003 | Spring Bears Love          | Jung Hyun-chae     |
| 2005 | Linda Linda Linda          | Son                |
| 2005 | Tea Date                   | Sun-hee            |
| 2006 | The Host                   | Park Nam-joo       |
| 2009 | Air Doll                   | Nozomi             |
| 2012 | Doomsday Book              | Adult Park Min-seo |
| 2012 | As One                     | Ri Bun-hui         |
| 2012 | Cloud Atlas                | Tilda Ewing        |
| 2014 | A Girl at My Door          | Lee Young-nam      |
| 2015 | Jupiter Ascending          | Razo               |
| 2016 | Teo-neol                   | Se-hyun            |
| 2017 | Chang-ok’s Letter          | Eun-ha             |
| 2018 | Drug King                  | Kim Jeong-ah       |
| 2020 | Iamhere                    | Soo                |
| TBA  | Broker                     | TBA                |
| TBA  | The Next Sohee             | Detective Eugene   |
| TBA  | Rebel Moon                 | TBA                |

### Televisão
| Ano        | Título                         | Papel           |
| ---------- | ------------------------------ | --------------- |
| 1998       | Angel's Kiss                   |                 |
| 1999       | School                         | Bae Doo-na      |
| 1999       | Ad Madness                     | Pyo Roo-na      |
| 2000       | Love Story                     | Young-yi        |
| 2000       | Look Back in Anger             | Lee Mi-na       |
| 2000       | Cruise Ship of Love            | Bae Doo-na      |
| 2000       | RNA                            | Park Se-mi      |
| 2000       | I Want To Keep Seeing You      | Ham Choon-bong  |
| 2000       | Mothers and Sisters            | Gong Chan-mi    |
| 2001       | Open Drama Man & Woman         |                 |
| 2003       | Country Princess               | Lee Eun-hee     |
| 2003       | Rosemary                       | Shin Kyung-soo  |
| 2005       | Beating Heart                  | Bae Doo-na      |
| 2006       | Someday                        | Hana Yamaguchi  |
| 2007       | How to Meet a Perfect Neighbor | Jung Yoon-hee   |
| 2010       | Master of Study                | Han Soo-jung    |
| 2010       | Gloria                         | Na Jin-jin      |
| 2015-18    | Sense8                         | Sun Bak         |
| 2017-atual | Stranger                       | Han Yeo-jin     |
| 2018       | Matrimonial Chaos              | Kwang Hwi-roo   |
| 2019-20    | Kingdom                        | Seo-bi          |
| 2019       | Persona                        | -               |
| 2021       | O Mar da Tranquilidade         | Dra. Song Ji-an |

### Clipes musicais
| Ano  | Canção                      | Artista                         |
| ---- | --------------------------- | ------------------------------- |
| 2000 | "You"                       | Fish                            |
| 2000 | "Party Time"                | Ray Jay                         |
| 2000 | "단"                        | Kim Don-kyoo                    |
| 2007 | "Every Time I Look at You"  | Kang Kyun-sung                  |
| 2009 | "Tsumetai Ame"              | Every Little Thing              |
| 2010 | "Seesaw" / "Confession"     | Kim C/Hot Potato                |
| 2010 | "Temperature of Separation" | Yoon Jong-shin com You Hee-yeol |

## Discografia
| Ano  | Canção                                          | Álbum                 |
| ---- | ----------------------------------------------- | --------------------- |
| 2005 | リンダ リンダ ("Linda Linda")                   | Linda Linda Linda OST |
| 2005 | 僕の右手 Boku no Migite ("My Right Hand")       | Linda Linda Linda OST |
| 2005 | 終わらない歌 Owaranai Uta ("Never Ending Song") | Linda Linda Linda OST |
| 2010 | 글로리아 ("Gloria")                             | Gloria OST            |
| 2010 | 바보랍니다 ("I'm a Fool")                       | Gloria OST            |
| 2010 | "Ready to Fly" (feat. Jung Jae-yun)             | Gloria OST            |

## Prêmios & Indicações
| Ano  | Prêmio                                         | Categoria                                 | Nomeação                       | Resultado | Ref.                        |
| ---- | ---------------------------------------------- | ----------------------------------------- | ------------------------------ | --------- | --------------------------- |
| 1999 | KBS Drama Awards                               | Best New Actress                          | School, Ad Madness             | Venceu    |                             |
| 2000 | 37th Grand Bell Awards                         | Best New Actress                          | Barking Dogs Never Bite        | Indicada  |                             |
| 2000 | 21st Blue Dragon Film Awards                   | Best New Actress                          | Barking Dogs Never Bite        | Venceu    | [ 8 ]                       |
| 2000 | 3rd Director's Cut Awards                      | Best New Actress                          | Plum Blossom                   | Venceu    |                             |
| 2000 | KBS Drama Awards                               | Popularity Award                          | RNA                            | Venceu    |                             |
| 2001 | 21st Korean Association of Film Critics Awards | Best Actress                              | Take Care of My Cat            | Venceu    |                             |
| 2001 | 9th Chunsa Film Art Awards                     | Best Actress                              | Take Care of My Cat            | Venceu    | [ 9 ]                       |
| 2001 | 2nd Women in Film Korea Awards                 | Best Actress                              | Take Care of My Cat            | Venceu    |                             |
| 2002 | 38th Baeksang Arts Awards                      | Best Actress (Film)                       | Take Care of My Cat            | Venceu    | [ 10 ]                      |
| 2002 | 3rd Busan Film Critics Awards                  | Best Actress                              | Take Care of My Cat            | Venceu    | [ 11 ]                      |
| 2002 | 23rd Blue Dragon Film Awards                   | Best Actress                              | Sympathy for Mr. Vengeance     | Indicada  | [ 12 ]                      |
| 2003 | MBC Drama Awards                               | Excellence Award, Actress                 | Country Princess               | Indicada  | [ 13 ]                      |
| 2006 | 27th Blue Dragon Film Awards                   | Best Supporting Actress                   | The Host                       | Indicada  | [ 14 ] [ 15 ] [ 16 ]        |
| 2006 | 9th Director's Cut Awards                      | Best Performers Award (ensemble cast)     | The Host                       | Venceu    | [ 17 ] [ 18 ]               |
| 2007 | SBS Drama Awards                               | Excellence Award, Actress in a Miniseries | How to Meet a Perfect Neighbor | Indicada  |                             |
| 2010 | 19th Tokyo Sports Film Awards                  | Best Actress                              | Air Doll                       | Venceu    | [ 19 ] [ 20 ]               |
| 2010 | 33rd Japan Academy Prize                       | Best Actress                              | Air Doll                       | Indicada  | [ 21 ] [ 22 ] [ 23 ] [ 24 ] |
| 2010 | 4th Asian Film Awards                          | Best Actress                              | Air Doll                       | Indicada  | [ 25 ]                      |
| 2010 | 23rd Takasaki Film Festival                    | Best Actress                              | Air Doll                       | Venceu    | [ 26 ] [ 27 ] [ 28 ]        |
| 2010 | MBC Drama Awards                               | Excellence Award, Actress                 | Gloria                         | Indicada  | [ 29 ]                      |
| 2010 | KBS Drama Awards                               | Netizens' Award, Actress                  | Master of Study                | Indicada  | [ 30 ]                      |
| 2010 | KBS Drama Awards                               | Excellence Award, Actress in a Miniseries | Master of Study                | Indicada  |                             |
| 2014 | 30th Golden Rooster and Hundred Flowers Awards | Best Actress in a Foreign Film            | A Girl at My Door              | Venceu    | [ 31 ] [ 32 ]               |
| 2014 | 23rd Buil Film Awards                          | Best Actress                              | A Girl at My Door              | Indicada  | [ 33 ]                      |
| 2015 | 20th Chunsa Film Art Awards                    | Best Actress                              | A Girl at My Door              | Venceu    | [ 34 ]                      |
| 2015 | 9th Asian Film Awards                          | Best Actress                              | A Girl at My Door              | Venceu    | [ 35 ] [ 1 ] [ 36 ] [ 37 ]  |
| 2015 | 2nd Wildflower Film Awards                     | Best Actress                              | A Girl at My Door              | Indicada  | [ 38 ]                      |
| 2015 | 51st Baeksang Arts Awards                      | Best Actress (Film)                       | A Girl at My Door              | Indicada  | [ 39 ]                      |
| 2016 | 37th Blue Dragon Film Awards                   | Best Supporting Actress                   | The Tunnel                     | Indicada  |                             |
| 2016 | 37th Blue Dragon Film Awards                   | Popular Star Award                        | The Tunnel                     | Venceu    |                             |
| 2016 | 53rd Grand Bell Awards                         | Best Actress                              | The Tunnel                     | Indicada  |                             |
| 2017 | 53rd Baeksang Arts Awards                      | Best Supporting Actress                   | The Tunnel                     | Indicada  |                             |
| 2017 | 22nd Chunsa Film Art Awards                    | Best Supporting Actress                   | The Tunnel                     | Indicada  |                             |